# Brent Russell
Pour les articles homonymes, voir Russell.

a Compétitions nationales et continentales officielles uniquement.

b Matchs officiels uniquement.
Dernière mise à jour le 29 mai 2025.
Brent Russell, né le 5 mars 1980 à Port Elizabeth (Afrique du Sud), est un joueur international sud-africain de rugby à XV et de rugby à sept. Trois-quarts polyvalent, il peut jouer aux postes d'ailier, d'arrière ou de demi d'ouverture.
Après un début de carrière au niveau provincial avec la Western Province et les Pumas, il joue en Super 12/14 avec les Sharks entre 2003 et 2006, avant de disputer une saison avec les Stormers en 2007. Il rejoint ensuite l'Europe et, après un bref passage au sein du club anglais des Saracens, il joue quatre saisons avec l'ASM Clermont. Il termine ensuite sa carrière de joueur avec le club de Lille en 2013.
Au niveau international, il brille dans un premier temps avec la sélection sud-africaine à sept, avant de devenir international à XV en 2002. Il représente les Springboks à 23 reprises entre 2002 et 2006, sans réellement parvenir à s'imposer, handicapé par sa polyvalence et un gabarit jugé trop léger.

## Biographie

### Carrière en club

#### Début de carrière en Afrique du Sud
Brent Russell suit sa formation rugbystique au Selborne College (en) d'East London, et dispute la Craven Week en 1998 avec la province locale des Border Bulldogs,. Il rejoint ensuite l'université du Cap, où il étudie les sciences sociales, et joue avec l'équipe de l'université les Ikey Tigers en Varsity Cup (en). Utilisé au poste de demi d'ouverture, il se fait remarquer par son talent.
En 2001, il rejoint la Western Province, avec qui il est finaliste du championnat provincial des moins de 21 ans,. Il joue également quelques matchs en Vodacom Cup, mais n'obtient jamais la confiance de ses entraîneurs à cause de son gabarit limité,.
Sans réelle opportunité avec la Western Province, il décide alors de rejoindre les Pumas en 2002,. Après avoir joué seulement deux matchs de Vodacom Cup, à cause de sa saison avec l'équipe sud-africaine à sept, il dispute la Currie Cup,.
Après des performances remarquées, aussi bien au niveau provincial qu'international, il rejoint la franchise des Sharks à l'orée de la saison 2003 de Super 12,. Il joue son premier match avec cette équipe le 21 février 2003 face aux Stormers, inscrivant un essai à cette occasion,. Il dispute neuf matchs lors de sa première saison, dont six comme titulaire (cinq à l'arrière et un demi d'ouverture). Plus tard la même année, il rejoint également les Natal Sharks en Currie Cup. À la fin de sa première saison, il est titulaire à l'aile lors de la finale de la compétition, où son équipe s'incline face aux Blue Bulls. Il joue quatre saisons avec les Sharks, durant lesquelles il est principalement utilisé à l'arrière ou sur le banc des remplaçants, en vertu de sa polyvalence. 
Souhaitant avoir du temps de jeu à son poste préférentiel de demi d'ouverture, il décide en 2007 de retourner jouer avec la Western Province, et s'engage parallèlement avec la franchise des Stormers en Super 14. Malgré l'assurance qu'il serait l'ouvreur numéro 1 de l'équipe, il n'est finalement jamais utilisé à ce poste, et partage son temps de jeu entre l'aile et l'arrière,,.

#### Passage en Angleterre
En août 2007, lassé par sa situation en Afrique du Sud, Brent Russell décide de rejoindre le club anglais des Saracens, où il doit compenser la retraite de Thomas Castaignède,,. Peu de temps après son arrivée en Angleterre, il se casse la clavicule lors d'un entraînement, ce qui l'éloigne des terrains pendant trois mois. Il fait finalement ses débuts sous ses nouvelles couleurs le 8 décembre 2007 face à Viadana en Coupe d'Europe. Il s'impose ensuite à l'arrière de l'équipe londonienne, marquant cinq essais en dix matchs de championnat, avant qu'une blessure au tendon d'Achille ne mette fin à sa saison en avril 2008. Au début de la saison 2008-2009, il n'est pas utilisé à cause d'une blessure à l'épaule, ainsi que de la concurrence exacerbée à ses postes,. 

#### Fin de carrière en France

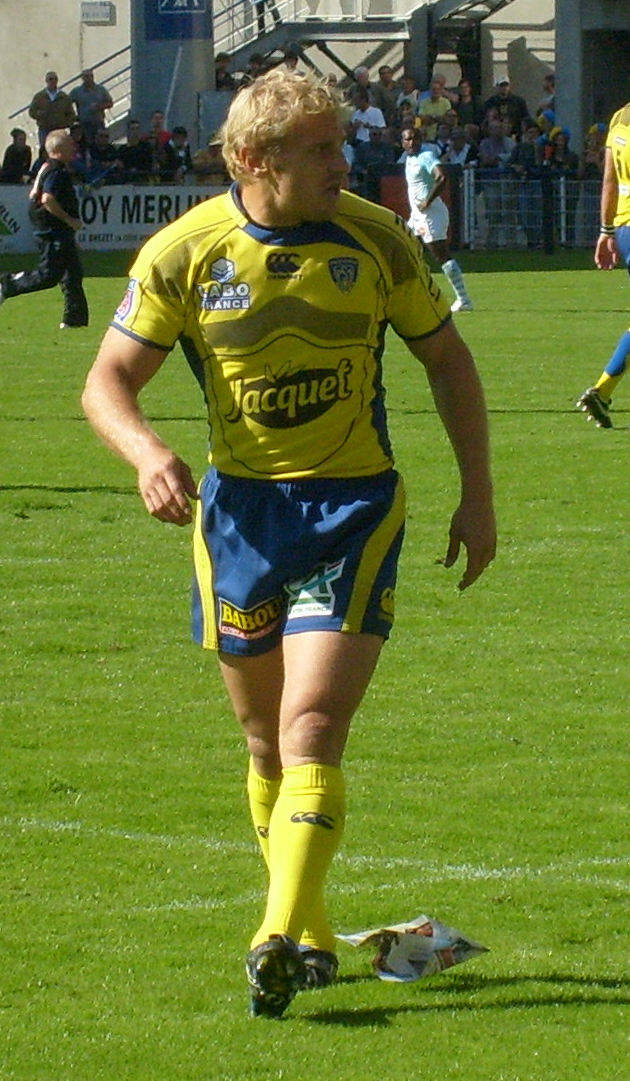
Brent Russell avec l'ASM Clermont en 2009

Souhaitant retrouver du temps de jeu, Brent Russell est alors libéré de son contrat et rejoint le club français de l'ASM Clermont, pour un contrat de joker médical courant jusqu'à la fin de la saison en cours,. Il fait sa première apparition sous le maillot clermontois le 25 octobre 2008, en étant titularisé au poste d'arrière face à Montauban,. Lors du restant de la saison, il est surtout utilisé au poste d'ailier, où il obtient un temps de jeu respectable malgré la présence de joueurs comme Napolioni Nalaga, Aurélien Rougerie ou Julien Malzieu à son poste. Il dépanne également à deux reprises à l'ouverture, à la suite d'une blessure de Brock James,. En décembre 2009, il prolonge son contrat pour deux saisons supplémentaires. 
Une blessure à la cheville subie lors d'un match face au Stade montois lui fait manquer la demi-finale du Top 14, et il n'est ensuite que réserviste pour la finale que son équipe perd face à l'USA Perpignan,. La saison suivante, il n'est pas présent dans le groupe clermontois qui remporte le championnat pour la première fois de son histoire, après une finale identique à l'année précédente. Lors de ses trois autres saisons à Clermont, il reste cantonné à un rôle de remplaçant de luxe au sein de l'effectif clermontois très fourni, et connaît la plupart de ses titularisations au poste d'ailier,,.
En fin de contrat avec Clermont en 2012, il décide alors de rejoindre l'ambitieux club de Fédérale 1 (troisième division) du Lille Métropole rugby, qui vise alors une accession à la Pro D2 à court terme. Au sein d'un effectif étoffé par plusieurs anciens professionnels, il effectue une saison pleine qui s'achève par une élimination en demi-finale face à l'US bressane,,. Il met un terme à sa carrière de joueur dans la foulée et retourne vivre en Afrique du Sud.

### En équipe nationale
En 2001, alors qu'il joue avec l'équipe à sept B de la Western Province, Brent Russell est repéré par Chester Williams, qui le sélectionne en équipe d'Afrique du Sud à sept,. Il y réalise alors une saison étincelante sur le circuit mondial, terminant la saison meilleur marqueur, avec quarante-sept essais,. Il est élu meilleur joueur sud-africain de rugby à sept à la fin de l'année 2002.
À la suite de ses performances à sept, il est sélectionné avec l'équipe d'Afrique du Sud de rugby à XV par son nouvel entraîneur Rudolf Straeuli,. Cette sélection est alors une grande surprise, dans la mesure où il n'a jamais joué en Super 12, et n'a disputé qu'une poignée de matchs à XV avec la modeste province des Pumas. Aligné lors d'un match d'entraînement entre Springboks, il attire alors par l'excellente performance qu'il produit,.
Il effectue son premier test match avec les Springboks le 8 juin 2002 à l'occasion d'un match contre l'équipe du pays de Galles, en tant que remplaçant. Il entre en jeu au début de la seconde mi-temps, à la place de Ricardo Loubscher blessé, et termine le match à l'ouverture. Une semaine plus tard, il est titularisé à l'arrière pour sa deuxième sélection, face à la même opposition,. Il inscrit alors le premier essai de sa carrière internationale.
Régulièrement utilisé entre 2002 et 2003, il manque toutefois de disputer la Coupe du monde 2003 en Australie, à cause d'une blessure à la cheville,.
Après le Mondial, il continue pendant un temps d'être sélectionné en équipe nationale, désormais dirigée par Jake White. Il participe ainsi au titre des Springboks lors du Tri-nations 2004. Il reste toutefois majoritairement utilisé en tant que doublure, en vertu de sa polyvalence,.
En mai 2005, il est invité à jouer avec les Barbarians pour un match face à l'Angleterre à Twickenham. Aligné à l'arrière, il inscrit un doublé lors de la large victoire de son équipe.
Il obtient sa dernière cape avec l'Afrique du Sud le 24 juin 2006 face à la France, où titularisé à l'aile (sa première titularisation depuis deux ans), il marque un essai qui ne peut empêcher la défaite de son équipe,.
En mars 2009, il est sélectionné avec le XV du président, sélection de joueurs étrangers évoluant en France coachée par Vern Cotter, pour jouer un match amical contre les Barbarians français au Stade Ernest-Wallon à Toulouse. Le XV du président l'emporte 33 à 26.

## Style de jeu
Brent Russell est un joueur dont les qualité principale sont la vitesse, l'agilité et la créativité,. Il est même considéré comme l'un des joueurs les plus rapide du monde lors de sa carrière internationale,. Il obtient le surnom de Pocket rocket (fusée de poche) en référence à sa vitesse et sa petite taille,. À ses qualités physiques, il y ajoute une grande polyvalence entre les postes d'arrière, de demi d'ouverture ou d'ailier. Il est capable de jouer à tous les postes de la ligne arrière, puisqu'il fait également deux entrées en jeu au poste de centre en équipe nationale, et il est capable de dépanner au poste de demi de mêlée.
Sa polyvalence lui empêche néanmoins faire une plus grande carrière internationale, dans la mesure où il ne parvient jamais à s'installer durablement à un poste,,. Son gabarit, petit (1,74 m) et léger, est également considéré à l'époque comme limité au niveau international, surtout au poste d'ouvreur en comparaison avec des joueurs solides comme Braam van Straaten ou Butch James,,.

## Palmarès

### En club
- Finaliste de la Currie Cup en 2003 avec les Natal Sharks.
- Finaliste du Championnat de France en 2009 avec l'ASM Clermont.
- Vainqueur du Championnat de France en 2010 avec l'ASM Clermont.

### En équipe nationale
- Vainqueur du Tri-nations en 2004 avec l'équipe d'Afrique du Sud.

### Distinctions personnelles
- Meilleur marqueur d'essais des World Series en 2002 avec 46 essais (471 points inscrits)[41].

## Statistiques en équipe nationale
Brent Russell compte vingt-trois sélections sous le maillot des Springboks, dont sept titularisations. Il inscrit huit essais (quarante points).
Il dispute trois édition du Tri-nations en 2002, 2003 et 2004.